# 北京地震台
北京地震台是中国建立的第一座地震台。其前身鹫峰地震台从1930年开始地震记录。1937年因日本侵华战争扩大该台被迫停止工作。1955年，改建在北京西郊白家疃，称北京观象台，1957年开始恢复地震记录。
目前该台是国家地震局地震基本台网的第I类基本台，具有测震、地磁、重力、地倾斜、地电、水氡等多种观测手段。是直属国家地震局地球物理研究所管辖，是中国地球物理实验的一个重要基地，也是国际地震、地磁资料编辑交换的主要台站之一。